# Cathédrale Sainte-Thérèse de Calcutta de Vau i Dejës
La cathédrale Sainte-Thérèse-de-Calcutta (en albanais : Katedralja Shën Teresa e Kalkutës) est une cathédrale de la ville de Vau i Dejës, dans le nord-ouest de l'Albanie.

## Histoire
Le Diocèse de Sapë (it) a été érigé en 1062 par le Pape Alexandre II. La cathédrale était l'église Saint-Georges de Nënshat, détruite lors des persécutions religieuses du régime communiste en Albanie.

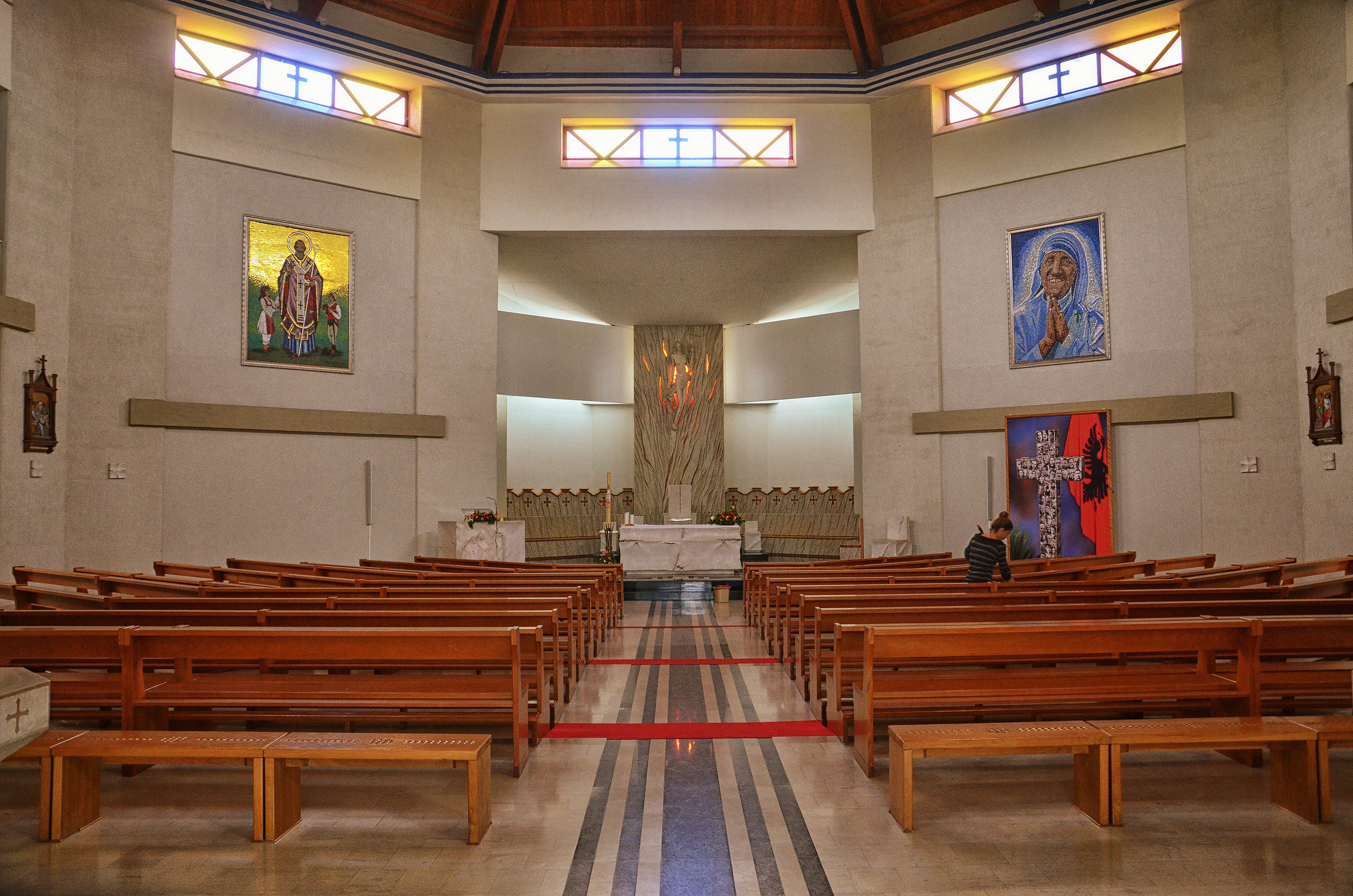
Vue intérieure de la cathédrale.

La première pierre d'une nouvelle cathédrale, dédiée à Mère Teresa, a été bénie le 10 novembre 2002 par le préfet de la Congrégation pour l'évangélisation des peuples, le cardinal Crescenzio Sepe. Le 6 septembre 2008, l'évêque de Sapë Dodë Gjergji (en) a consacré la cathédrale.